# Stilson Hutchins
Stilson Hutchins, né le 14 novembre 1838 et mort le 23 avril 1912, est un journaliste américain principalement connu pour avoir fondé le Washington Post en 1877.

## Biographie
Né en 1838 dans le New Hampshire, Hutchins déménage à Saint-Louis où il fonde le Saint Louis Times (en) en 1866. Il figure aussi sur une liste du parti démocrate américain au Missouri.

### The Washington Post
Puis il déménage à Washington, où il fonde en 1877 le Washington Post. Le premier numéro est publié le 6 décembre 1877. En un an, ses ventes quotidiennes atteignent 6 000 exemplaires.